# Hippotion aporodes
Hippotion aporodes là một loài bướm đêm thuộc họ Sphingidae, chi Hippotion.